# Trackback
Терминът trackback (тракбак), в превод от английски, означава обратно проследяване и в блогосферата обозначава един от трите метода за обратно свързване, използван от авторите на уеб съдържание, с цел да бъдат известени, когато друг автор постави хипервръзка към техен материал. Някои блог платформи, като Serendipity, Wordpress, Movable Type, Typo, Telligent Community, Kentico CMS и Drupal, поддържат като вградена функция или като разширение (модул), автоматично обратно известяване, като връзките в публикуваните материали към други материали в такива платформи задействат механизъм за известяване когато материалът бъде публикуван. Терминът често се използва като синоним на другите видове обратно свързване.

## История
Функцията Обратно проследяване е създадена от Six Apart, които първи я интегрират през август 2002 в своята блог-система Movable Type. Впоследствие и понастоящем, повечето блог-системи също интегрират trackback. През февруари 2006 Six Apart инициират работна група за подобряване протокола за обратно проследяване, целейки неговото одобряване като Интернет стандарт от IETF. Една от популярните блог-системи, които не поддържат обратно проследяване е Blogger.

## Действие
Обратното проследяване има действието на признание. То се изпраща като сигнал за (известяване) от сайта-източник към получаващия сайт. Получателят често помества връзка обратно към източника, подсказвайки така неговата важност. Обратното проследяване изисква и двата сайта да поддържат и да са разрешили иползването на протокола, за да може тази функция да бъде осъществена. Обратното проследяване не изисква сайта-източник да бъде физически свързан с получаващия сайт.
Тракбак функцията се използва основно за улесняване комуникацията между блогове; ако автор напише нов материал, коментирайки или отпращайки към друг материал в друг блог, ако и двете блог-системи поддържат тракбак протокола, тогава първият автор може да извести другия блог за своя материал, изпращайки „TrackBack известяване“; получаващият известието блок обичайно в отговор ще публикува в списък всички такива известия непосредствено под съответния материал, показвайки заглавие и кратък откъс от материала-източник във вид на връзка към него. Това позволява дискусиите да обхващат множество блогове, които читателите им лесно да могат да следят.

## Системна поддръжка
Блог-системите, поддържащи протокола за обратно проследяване, показват „TrackBack адрес“ към всеки материал. Този адрес, поставен от коментиращия автор в неговата публикация, ще накара системата му да изпрати XML-форматирано съобщение за тази нова публикация до trackback адреса. Някои блог-системи могат да откриват тези специални адреси за обратно проследяване автоматично, други изискват авторите да ги поставят ръчно в специално съществуващи за целта полета към техните публикации.

## СПАМ
Sping
Някои лица или компании използват възможностите на обратното проследяване за да поставят спам връзки в блоговете. Това е сходно с коментарния спам, но позволява заобикаляне на защитата, предназначена да спира последния. В резултат на това, в много от платформите се въведе отделен тракбак спам филтър, подобен на този за защита на коментарите от спам, а други системи просто изключиха използването на функцията.